# 해난구조
해난구조(海難救助)는 광의로는 선박이나 하물이 해난을 당하고 있는 때 이를 구조하는 것을 말한다.
해상법에서는 이러한 일반적인 경우 외에 규정에 관하여 아무런 계약이 없이, 따라서 의무없이 구조하는 것을 해난구조라 하여(849조) 협의로 규정하고 있다. 여기서 '의무없이'라는 뜻은 사법상(私法上)의 의무가 없다는 뜻이므로 공법상 구조의무가 있는 선장이 구조하더라도 해난구조는 성립한다.
해난구조가 성립하기 위하여서는 선박 또는 하물이 해난을 당하고 있어야 한다. 해난은 반드시 급박한 것일 필요는 없으나 현실로 예견할 수 있는 것이어야 한다. 또 구조의 목적물은 선박과 적하이다.
따라서 인명만을 구조한 때에는 해난구조는 성립하지 아니한다. 또 구조를 하여 구조의 결과를 가져와야 한다. 해상법은 이와 같은 요건이 구비되어 해난구조가 성립하면 그 효과로 구조료청구권이 생기고 구조료액의 결정과 구조료의 분배에 관하여 규정을 두고 있다.

## 구조료청구권
구조료란 해난구조자에 대하여 지급할 보수이다. 구조를 위하여 지급한 비용은 이 속에 포함된다. 구조료의 약정이 있으면 이에 따르고 약정이 없으면 법원이 그 해난의 장도, 구조의 노력·구조비용과 구조의 효과. 기타 사정을 참작하여 결정한다(850조). 약정이 있는 때라 하더라도 그 액수가 현저하게 부당한 때에는 이를 증감할 수 있다. 또 구조료는 구조물(構造物)의 가액을 한도로 하는 제한이 있다(852조).